# Yester Love
"Yester Love" is een single van de Amerikaanse soulgroep Smokey Robinson & The Miracles. Het nummer was de tweede single afkomstig van het album "Special Occasion" en was de opvolger van het nummer "If You Can Want". "Yester Love" was redelijk succesvol op de hitlijsten. In de Verenigde Staten was het nummer een top 40 hit op zowel de poplijst als de R&B-lijst. Op die laatstgenoemde hitparade bereikte het nummer zelfs de top 10, waar het uiteindelijk bleef steken op de #9 positie. In Canada was het nummer echter het meest succesvol. Daar bereikte "Yester Love" op de poplijst de #5 notering en daar deed het het dus opvallend beter dan in het land van herkomst, de Verenigde Staten.
Net als veel nummers van Smokey Robinson & The Miracles werd ook "Yester Love" geschreven door de leadzanger van de groep, Smokey Robinson. Bij het schrijven werd hij wel geholpen door Al Cleveland, een collega waarmee hij ook samen schreef op nummers als "I Second That Emotion" en "Here I Go Again". Het produceren van "Yester Love" deed Smokey Robinson wel alleen. De band die de instrumentatie op de productie verzorgde, was The Funk Brothers, de studioband van Motown die op bijna alle opnames van de platenmaatschappij te horen zijn, totdat het label zich verhuisde van Detroit naar Los Angeles. Leadgitarist is echter Marv Tarplin, de vaste gitarist van Smokey Robinson & The Miracles. In het intro is Tarplin ook met een korte solo te horen. Het thema van het nummer is dat de verteller verlangt naar een terugkeer van zijn geliefde uit het verleden. Veel mensen verwarren hierdoor en door de titel het nummer met "Yester-Me, Yester-You, Yesterday" van Motowncollega Stevie Wonder. De tekst en vooral de muziek verschillen echter van elkaar. Wat overigens apart is aan de instrumentatie van "Yester Love" is dat het nummer niet eindigt door middel van een fade-out, maar dat er daadwerkelijk een einde aan het nummer gemaakt wordt. Dit is bij slechts bij weinig singles van de groep zo; andere voorbeelden zijn "Ooo Baby Baby" en "Abraham, Martin & John".
De B-kant van "Yester Love" is het nummer "Much Better Off". Net als de A-kant is dit nummer afkomstig van het album "Special Occasion". Een jaar later werd "Much Better Off" opnieuw uitgebracht, ditmaal als B-kant van het nummer "Abraham, Martin & John". Dit nummer was net als "Yester Love" een top 40 hit, maar was afkomstig van het album "Time Out For Smokey Robinson & The Miracles".

## Bezetting
- Lead: Smokey Robinson
- Achtergrond: Claudette Robinson, Warren "Pete" Moore, Bobby Rogers en Ronnie White
- Instrumentatie: The Funk Brothers
- Gitarist: Marv Tarplin
- Schrijvers: Smokey Robinson en Al Cleveland
- Productie: Smokey Robinson